# Technizität
Technizität ist ein hauptsächlich in der Rechtssprache im Zusammenhang mit Patenten verwendeter Begriff. Neben Neuheit, erfinderischer Tätigkeit und gewerblicher Anwendbarkeit ist der technische Charakter einer Patentanmeldung eine weitere grundlegende Voraussetzung für deren Patentierung.

## Bedeutung
Der „technische Charakter“ wird schon lange als Kriterium zur Trennung von patentfähigen Innovationen zu nicht patentfähigen Innovationen zur Begründung verwendet. Beispielsweise der Darstellung von lesbaren Daten wurde regelmäßig Technizität bescheinigt, selbst wenn dies mit Stift und Papier geschieht.
Das Technizitätserfordernis folgt implizit aus:
- § 1 Abs. 1 PatG, welcher Patente für Erfindungen auf allen Gebieten der Technik bestimmt,
- § 3 PatG, welcher Erfindungen mit dem Stand der Technik vergleicht
- § 4 PatG, welcher Erfindungen mit dem Stand der Technik in Beziehung setzt
- § 26 Abs. 2 und 3 PatG, welcher technische Mitglieder des DPMA fordert
- § 27 PatG, welcher die Obliegenheiten der Prüfungsstelle einem technischen Mitglied zuschreibt
- § 29 Abs. 2 PatG, welcher dem Patentamt eine Dokumentation des Standes der Technik aufträgt
- § 34 Abs. 7 PatG, welcher die Angabe des relevanten Standes der Technik in der Beschreibung fordert
- § 43 Abs. 1 PatG, welcher für die Beurteilung der Patentfähigkeit nur die Ermittlung von Druckschriften für Sachgebiete der Technik bestimmt

## Definition
Der Bundesgerichtshof hat sich bereits mehrfach mit der Bestimmung des Begriffs der Technik versucht:

„Technisch ist eine Lehre zum planmäßigen Handeln unter Einsatz beherrschbarer Naturkräfte zur Erreichung eines kausal übersehbaren Erfolgs.“

„… als patentierbar anzusehen [ist] eine Lehre zum planmäßigen Handeln unter Einsatz beherrschbarer Naturkräfte zur Erreichung eines kausal übersehbaren Erfolges.“

„Der Begriff der technischen Erfindung läßt sich dahin formulieren, daß darunter die planmäßige Benutzung beherrschbarer Naturkräfte außerhalb der menschlichen Verstandestätigkeit zur unmittelbaren Herbeiführung eines kausal übersehbaren Erfolges zu verstehen ist.“

„Wenn eine Lehre für ein Programm für Datenverarbeitungsanlagen durch eine Erkenntnis geprägt ist, die auf technischen Überlegungen beruht, ist mithin ein auch anderweit akzeptiertes und eine einheitliche Patentrechtspraxis für Europa förderndes Abgrenzungskriterium gegeben, das die Feststellung des erforderlichen technischen Charakters einer Lehre für ein Programm für Datenverarbeitungsanlagen erlaubt.“

Diese Technikbegriff ist nicht statisch, sondern Modifikationen zugänglich, sofern die technologische Entwicklung und ein daran angepasster effektiver Patentschutz dies erfordern.
Eine vergleichbare Spezifikation wurde von den Beschwerdekammern des EPA bislang nicht gegeben. Indessen erklärte die große Beschwerdekammer des EPA in ihrer Entscheidung G1/08, dass der Standard aus der BGH Entscheidung Rote Taube aus dem Jahr 1969 mit dem Begriff Erfindung aus dem europäischen Patentübereinkommen konform sei.
Der Rechtsausschuss des Europaparlaments formulierte:

„Bei dieser Sachlage erschien uns die Formulierung „eine neue Lehre zum Einsatz beherrschbarer Naturkräfte unter Steuerung durch ein Computerprogramm und unabhängig von den für den Ablauf des Programms notwendigen technischen Mitteln ist technisch,“ als die umfassendste und gleichzeitig die eindeutigste zur Definition dessen, was technisch ist.“

## Historische Auslegung
Als das EPÜ den Ausschlusskatalog mit dem Ausschluss von Programmen für Datenverarbeitungsanlagen festlegte, waren die hauptsächlichsten Nutzer von Datenverarbeitungsanlagen der Telekommunikationsmonopolist AT&T, das US-Militär und die Banken.
Das EPÜ folgte damit der Entscheidung von IBM, von 1969, Software als eigenständiges Wirtschaftsgut von der Hardware getrennt zu vermarkten und statt Patenten Copyright iVm. Nutzungslizenzen. für den Eigentumsschutz vorzusehen. Im Wortlaut folgte der Ausschlusskatalog im Wesentlichen dem französischen Vorbild Loi n°68-1 Article 7 von 1968. Eine Unterscheidung von Programmen für Telekommunikation, Dienstprogrammen, Industrieautomation oder Börsentransaktionen wurde im EPÜ nicht getroffen.
Die Technizitätsdebatte um Software startete das BGH-Urteil Dispositionsprogramm mit seiner Aussage „Denn der Begriff der Technik erscheint auch sachlich als das einzig brauchbare Abgrenzungskriterium gegenüber andersartigen geistigen Leistungen des Menschen, für die ein Patentschutz weder vorgesehen noch geeignet ist“. Die Begründung bezog sich auf die Definition des Begriffs der Technik aus der Entscheidung „Rote Taube“ von 1969, bei dem es um die Wiederholbarkeit (jetzt § 34 Abs. 4 PatG) ging. Als patentierbar bezeichnet wurde: „eine Lehre zum planmäßigen Handeln unter Einsatz beherrschbarer Naturkräfte zur Erreichung eines kausal übersehbaren Erfolges“.
1985 wurden in Deutschland zunächst nur Programme für die Datenverarbeitung in § 2 UrhG den geschützten Werken der Literatur, Wissenschaft und Kunst zugeordnet, in Frankreich mit Loi n° 85-660 alle logiciel. 1991 wurde mit der Richtlinie 91/250/EWG ausnahmslos alle Computerprogramme dem urheberrechtlichen Schutz unterstellt. Frankreich ratifizierte diese Richtlinie 1992 im Loi n° 92-597 partie I, Deutschland 1993 mit den §§ 69a-g UrhG. In BGH „Betriebssystem“ wurde für die Zeit vor dieser Urheberrechtsnovelle festgestellt: „Nach § 1 Abs. 2 Nr. 3, Abs. 3 PatG sind „Programme für Datenverarbeitungsanlagen“ als solche nicht als Erfindungen anzusehen. Damit sind alle Computerprogramme nicht technischer Natur vom Patentschutz ausgenommen. Dies gilt allerdings nicht für Programme technischer Natur. Betriebssysteme der vorliegenden Art, die lediglich der Steuerung eines Computers und der mit ihm verbundenen Anschlußgeräte dienen, stellen keine technischen Programme in diesem Sinne dar“.
Erst seit der Entscheidung Suche fehlerhafter Zeichenketten unterscheidet der zehnte Senat des Bundesgerichtshof explizit zwischen dem Erfordernis der Technizität nach § 1 Abs. 1 PatG und dem Ausschlusskatalog nach § 1 Abs. 3 und 4 PatG, was er in den Entscheidungen elektronischer Zahlungsverkehr, Rentabilitätsermittlung und Anbieten interaktive Hilfe bestätigt hat. Für die Patentfähigkeit fordert der BGH aber weiter technische Mittel zur Lösung eines konkreten technischen Problems.
Die Bedeutung der Technizität zur alleinigen Trennung von nichtpatentierbaren und patentierbaren Innovationen wird seit der Debatte um computerimplementierte Erfindungen bei Computerprogrammen zunehmend in Frage gestellt. So bezeichnet die CFPH-Entscheidung der Royal Courts of Justice den Begriff „technisch“ als „nützlichen Diener aber gefährlichen Meister“. Auch Melullis nennt das „Ausweichen auf die Diskussion des Technikbegriffes wenig hilfreich, weil hier die Auseinandersetzung um einen wenig klaren Begriff wie der Software als solcher auf einen anderen ebenso wenig eindeutig definierten und gewolltermaßen einer dynamischen Entwicklung unterworfenen Begriff wie den der Technik verlagert wird, der dann zusätzlich wegen der notwendigen Abgrenzung von dem nicht so technischen Gehalt weiter an Kontur verliert“.
Das TRIPS-Abkommen fordert Patentierbarkeit „auf allen Gebieten der Technik“ (art. 27 Abs. 1). Gelegentlich wird das aufgefasst als Technizitätserfordernis, aber die Absicht im TRIPS Rahmen war nicht die Patentierbarkeit zu Technik zu beschränken, sondern die Patentierbarkeit zu erweitern zu allen Gebieten der Technik – insbesondere damals Arzneimittel. Im Rahmen von Art. 52(1) EPÜ sollten dieselben Worten allerdings die Patentierbarkeit zu Technik beschränken (wie auch § 1 PatG seit 2008).
Das Alleinstellungsmerkmal der Technik von der Dispositionsprogrammentscheidung als Argument für die grenzenlose Patentierbarkeit ist seither nach deutscher Rechtsprechung deutlich eingeschränkt.

## Systematische Auslegung
In Dispositionsprogramm wurde aber an gleicher Stelle festgeschrieben: „Das System des deutschen gewerblichen und Urheberrechtsschutzes beruht aber wesentlich darauf, dass für bestimmte Arten geistiger Leistungen je unterschiedliche, ihnen besonders angepasste Schutzbestimmungen gelten und dass Überschneidungen zwischen diesen verschiedenen Leistungsschutzrechten nach Möglichkeit ausgeschlossen sein sollen. Das Patentgesetz ist auch nicht als ein Auffangbecken gedacht, in welchem alle etwa sonst nicht gesetzlich begünstigten geistigen Leistungen Schutz finden sollen.“, welche gesetzliche Bestimmtheit auch Art. 14 Abs. 1 Satz 1 GG fordert. Als Dispositionsprogramm entschieden wurde, trat der Ausschlusskatalog des EPÜ national gerade in Kraft. Urheberrechtsschutz von Programmen für Datenverarbeitungsanlagen hatte sich zwar etabliert, wurde aber erst neun Jahre später mit § 2 UrhG gesetzlich bestimmt. Eine Unterscheidung zwischen technischen und nicht-technischen Programmen war nicht vorgesehen. Auch die EU-Richtlinien 91/250/EWG und 96/9/EG zum Rechtsschutz von Computerprogrammen und Datenbanken unterscheiden an keiner Stelle zwischen technischen und nicht-technischen Programmen bzw. Daten.
TRIPS als auch WCT definieren vielmehr alle Programme als „Sprachwerke“ gemäß der Berner Übereinkunft zum Schutz von Werken der Literatur und Kunst, dessen normale wirtschaftliche Verwertung nicht wesentlich eingeschränkt werden darf. BGH Gies-Adler stellt dazu klar: „Das Urheberrechtsgesetz regelt die aus dem Urheberrecht fließenden Befugnisse und ihre Beschränkungen grundsätzlich abschließend.“ Daraus kann geschlossen werden, dass Patentschutz ohne gesetzliche Bestimmung die wirtschaftlichen Verwertungsrechte der Urheber von Computerprogrammen nicht einschränken darf, wenn solche Urheberrechte nach § 69a UrhG bestehen. Unterschiede in der Schutzbestimmung nach der Technizität der Computerprogramme oder ihrer Daten sind gesetzlich nicht zu erkennen.